# سیارک ۶۵۱۶
سیارک ۶۵۱۶ (به انگلیسی: 6516 Gruss، نامگذاری:1988TC2) شش هزار و پانصد و شانزدهمین سیارک کشف شده‌است که در ۳ اکتبر ۱۹۸۸ کشف شد.
قدر مطلق سیارک برابر ۱۴٫۷۰ است.